# ZSU-37
ZSU-37は、第二次世界大戦中に開発されたソビエト連邦初の本格的な自走式対空砲である。SU-76M自走砲の車体に、73.8口径M1939 (61-K) 37mm機関砲 1門を搭載した。

## 概要
ソ連赤軍は、ドイツ空軍の対地攻撃に対抗するため、1942年から自走式対空砲の開発を始めた。1942年11月にT-70軽戦車の車体に、DShKT 12.7mm連装機関銃を搭載した車両が試作された。次にT-70軽戦車の派生型のSU-76M自走砲にM1939 (61-K) 37mm機関砲 1門を搭載した車両が試作され、ZSU-37として制式化された。
1946年まで生産されたが、性能は十分ではなかったため生産数は約300両に留まっている。1950年代まで使用された。
SU-76M自走砲の戦闘室部分に、上面が開放された全周旋回砲塔を設置してM1939 (61-K) 37mm機関砲 1門を搭載した。砲の俯仰角は-5°/+85°で、旋回装置は電動式となっていた。ただし、この旋回装置は性能不足で、敵を追尾するのが難しかったという。M1939 (61-K) 37mm機関砲は、ボフォース社の60口径40mm機関砲を参考に開発され、最大射高6,700m、有効射高は2,500m、初速は890m/秒-920m/秒、発射速度は80発/分であった。砲弾は320発搭載した。

## 登場作品
『R.U.S.E.』
使用している国家がソ連の場合のみ、大砲・対空基地にて生産可能。
『WarThunder』
ソビエト連邦ツリーの自走対空砲として使用可能。